# Abrahameria typica
Abrahameria typica är en insektsart som beskrevs av William Lucas Distant 1920. Abrahameria typica ingår i släktet Abrahameria och familjen lyktstritar.
Artens utbredningsområde är Guyana. Inga underarter finns listade i Catalogue of Life.